# دانيلو سامانيغو
دانيلو سامانيغو هو لاعب كرة قدم إكوادوري في مركز الدفاع، ولد في 22 ديسمبر 1964 في كيتو في الإكوادور. لعب مع إل. دي. يو. كيتو.